# لازار ساماردزيتش
لازار ساماردزيتش (بالألمانية: Lazar Samardžić)‏ (مواليد 24 فبراير 2002) هو لاعب كرة قدم ألماني يلعب في مركز الوسط في نادي أودينيزي
.

## روابط خارجية
- لازار ساماردزيتش على موقع الاتحاد الأوربي (الإنجليزية)
- لازار ساماردزيتش على موقع قاعدة بيانات كرة القدم.إي يو (الإنجليزية)
- لازار ساماردزيتش على موقع ليكيب (الفرنسية)
- لازار ساماردزيتش على موقع Soccerway.com (الإنجليزية)
- لازار ساماردزيتش على موقع عالم كرة القدم.نت (الإنجليزية)